# Platja de L'Atalaya
La Platja de La Atalaya, és una platja de la parròquia de Ribadesella, en el concejo d'homònim, Astúries. S'emmarca a les platges de la Costa Verda Asturiana i és considerada paisatge protegit, des del punt de vista mediambiental. Per aquest motiu està integrada, segons informació del Ministeri d'Agricultura, Alimentació i Medi ambient, en el Paisatge Protegit de la Costa Oriental d'Astúries.

## Descripció
La platja de L'Atalaya, és una petita cala que se situa al costat de la muntanya Cordero o Atalaya (on pot contemplar-se l'ermita de la Verge de la Guia), que la separa del port de Ribadesella. S'accedeix amb facilitat a peu des de la platja de Santa Marina.
La cala té forma de petxina i el jaç sorrenc, que és ampli en baixamar, presenta afloraments rocosos.
És una platja accessible per a minusvàlids. Els serveis que ofereix es redueixen únicament a papereres i servei de neteja.